# Raadhuis van Heerlen
Het raadhuis van Heerlen is het dienstdoende gemeentehuis van de Nederlandse gemeente Heerlen (provincie Limburg). Het is gebouwd naar een ontwerp van architect Frits Peutz en wordt gezien als "een van zijn meest iconische projecten". Het raadhuis is sinds 1999 een rijksmonument.

## Geschiedenis
Het raadhuis van Heerlen is een ontwerp van de destijds in Heerlen woonachtige architect Peutz en is gebouwd tussen 1936 en 1942. Het was daarmee het vierde belangrijke ontwerp van Peutz binnen de gemeentegrenzen van Heerlen, na het Huis op de Linde (1931), het Retraitehuis (1932) en het Glaspaleis (1933). Nadien zou hij nog het Royal Theater (1937), de Sint-Annakerk (1953), het gebouw van Vroom & Dreesmann (1958) en de stadsschouwburg (1959) aan het Heerlense stadsgezicht toevoegen.
Aan de achterkant van het raadhuis, aan de Geleenstraat, lag tot de voltooiing van het huidige complex het oude raadhuis van Heerlen. Dit gebouw bleef tot 1941 als gemeentehuis fungeren, doordat de bouw van het nieuwe raadhuis door het uitbreken van de oorlog vertraging had opgelopen. Pas op 27 april 1948 werd het raadhuis geopend in aanwezigheid van prinses Juliana.
In 2015 besloot de gemeente Heerlen om het aangrenzende stadskantoor aan de Geleenstraat, oorspronkelijk een warenhuis van V&D, later een hotel en kantoorpand, aan te kopen en te slopen. Het nieuwe stadskantoor moest een opener en meer bij het raadhuis passend gebouw worden. De opdracht werd gegeven aan architect Francine Houben (Mecanoo), die in haar jeugd enkele jaren in Heerlen woonde. In 2023 werden het nieuwe stadskantoor en het tegelijkertijd gerenoveerde raadhuis van Peutz opnieuw in gebruik genomen. De architectuurcriticus Harm Tilman was vol lof over de symbiose tussen het oude en nieuwe gebouw: "Ik ben onder de indruk van de accurate en intelligente manier waarop Mecanoo het stadskantoor ten opzichte van het raadhuis heeft gesitueerd en daarmee de laatste laat schitteren. Het is een geslaagde ingreep die om met Bekaert te spreken het bestaande niet alleen opneemt maar ook overstijgt."

## Beschrijving

### Exterieur
Het raadhuis heeft min of meer de vorm van een langgerekte schoenendoos met een rechthoekige plattegrond, twee in elkaar overlopende bouwvolumes van drie en vier verdiepingen, en een plat dak. Door de ligging op een helling, bevindt het souterrain van het voorste, representatieve deel zich op gelijke hoogte met de begane grond van het achterste, administratieve deel. De gevels zijn bekleed met platen geelgrijze natuursteen, die wisselend van formaat zijn, waardoor verschillende patronen zijn ontstaan. De vierkante en rechthoekige vensters hebben stalen en (recent) aluminium vensterkozijnen, in beide gevallen met de originele roedeverdeling. De positionering van de venster- en deuropeningen in de gevel is gebaseerd op de gulden snede.
Opvallend zijn de voor Peutz kenmerkende speelse elementen in de gevels, zoals de asymmetrische plaatsing van deuren en vensters, en de regenpijpen die de verschillende bouwdelen markeren. In de voorgevel bevindt zich boven de entree een loggia met een massief, hardstenen balkon. Dit balkon lijkt door zijn lage positionering en zwaarte de bezoeker te willen verpletteren. Een tweede balkon lijkt aanwezig te zijn in een monumentaal ensemble met twee paar zuilen aan de linker zijgevel, waar zich de Burgerzaal bevindt. Dit 'balkon' blijkt bij nadere beschouwing een soort mezekouw; de ruimte tussen de kolommen is leeg. Dit naar de klassieke architectuur verwijzend ensemble kan daarmee gezien worden als postmodernistisch avant la lettre. Tevens verwijst het naar het Romeinse verleden van Heerlen en mogelijk ook naar de toenmalige politieke situatie in Europa, waarbij toespraken van dictators vanaf balkons een bekend verschijnsel waren.

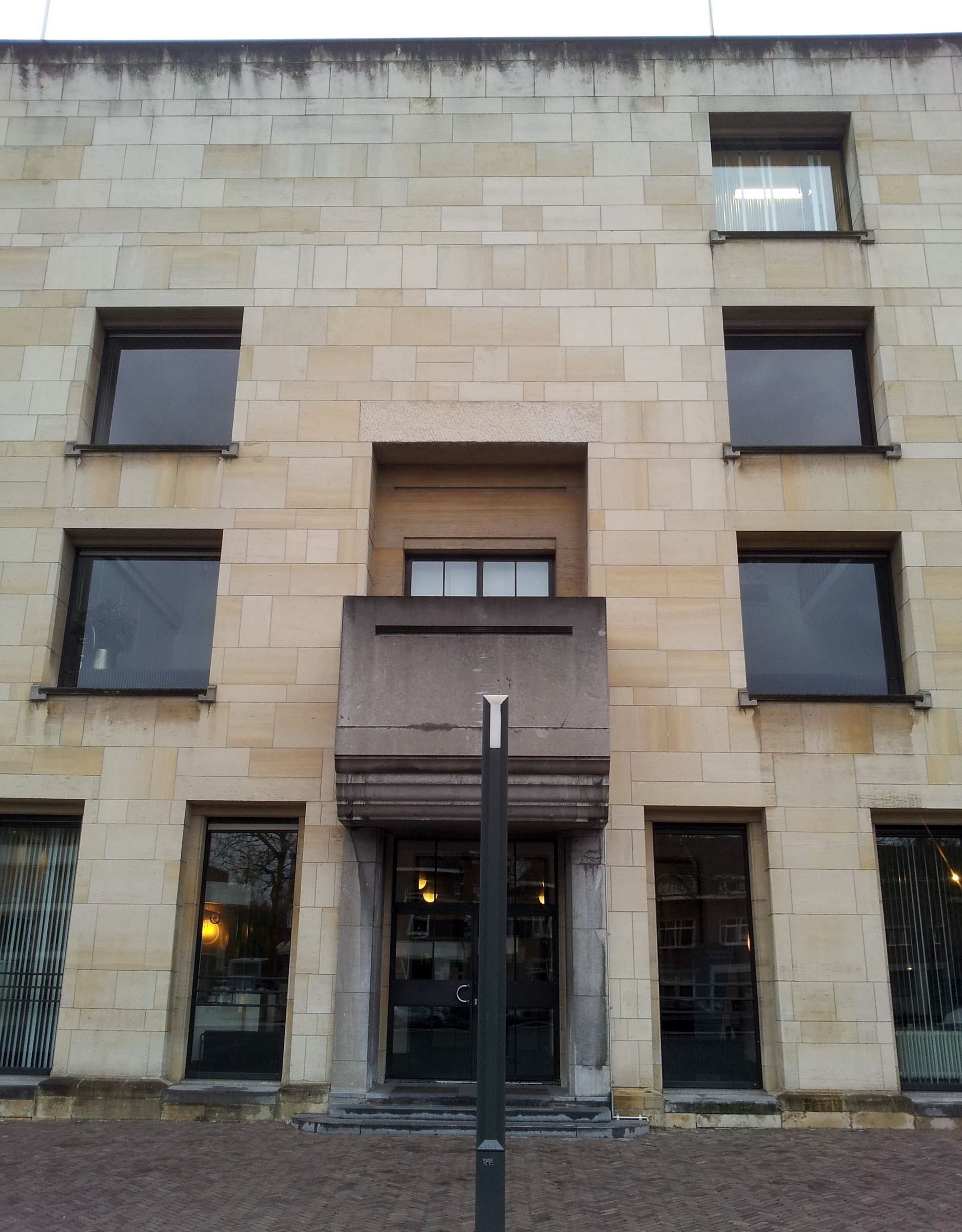
Detail voorgevel
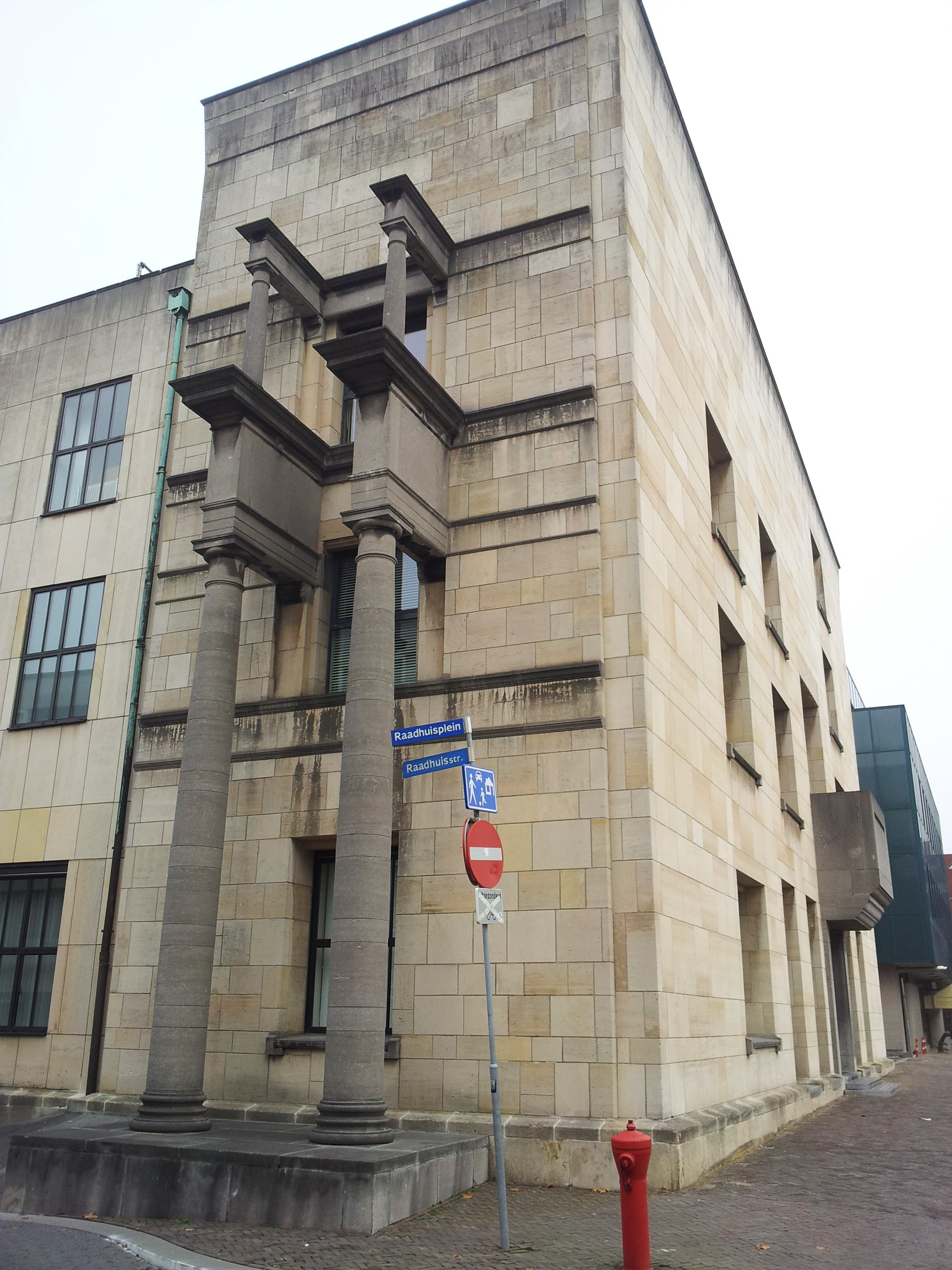
Detail linker zijgevel
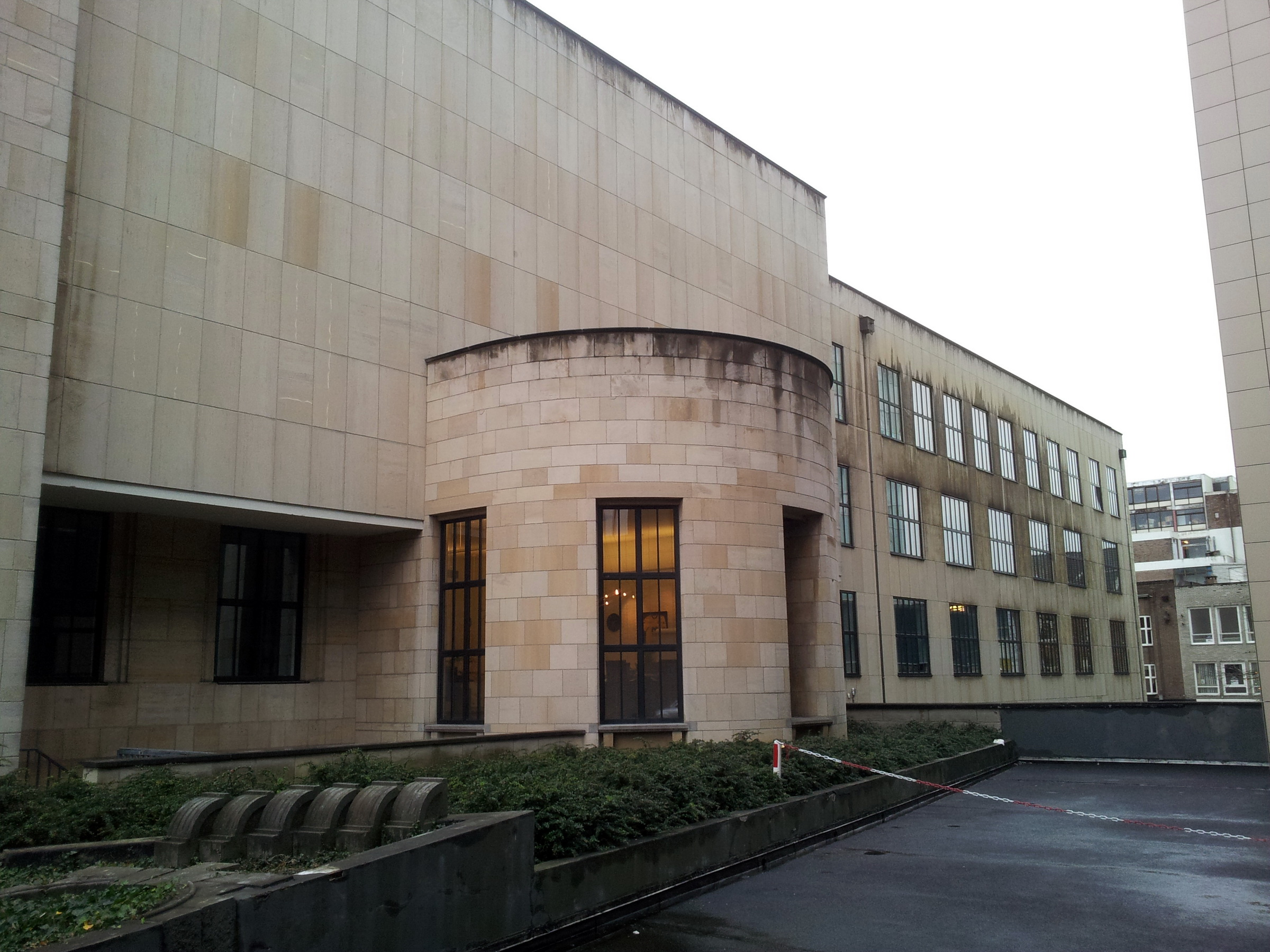
Rechter zijgevel
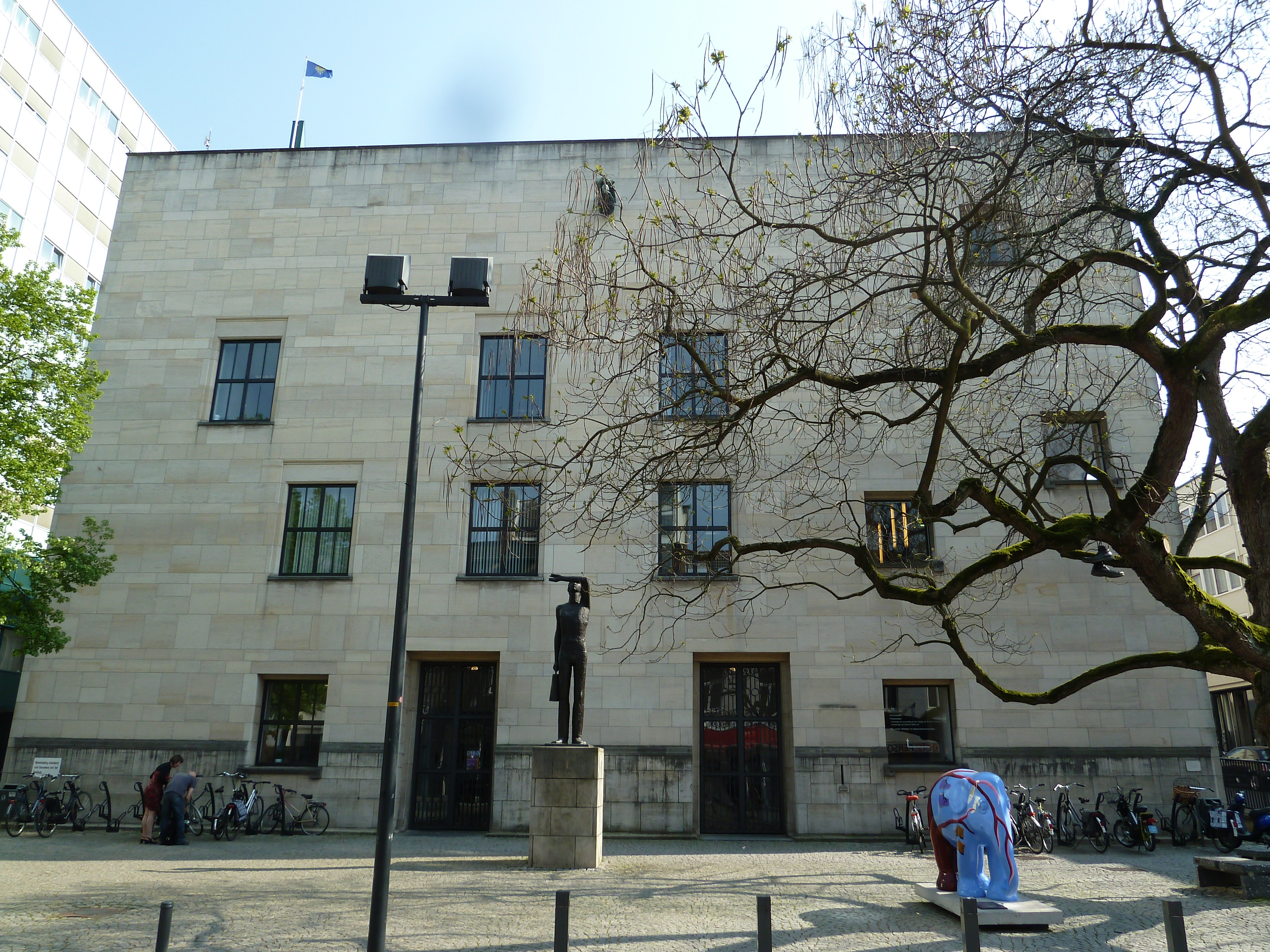
Achterzijde raadhuis

### Interieur
Centraal in het raadhuis ligt een grote, lichte hal met kenmerkende paddenstoelvormige kolommen, die Peutz ook in het Glaspaleis toepaste. De hal heeft een vide met een glazen dak. Op de begane grond bevindt zich de burgemeesterskamer, omgeven door wethouderskamers. Een grote, brede trap leidt naar de eerste verdieping, waar de raadszaal is gevestigd. Peutz' interesse in de Romeinse oudheid verklaart mogelijk de gelijkenis van de trap met de tribune van een amfitheater. De in Heerlen geboren kunstenaar, architect en politicus Nic. Tummers noemde deze tribunetrap in de jaren 1960 al "het ultieme democratische gebaar". De eveneens in Heerlen geboren architect Jo Coenen kopieerde de trap min of meer in het Centre Céramique in Maastricht. In het administratieve gedeelte bevinden zich vier panelen van Joep Nicolas uit 1935-'36.

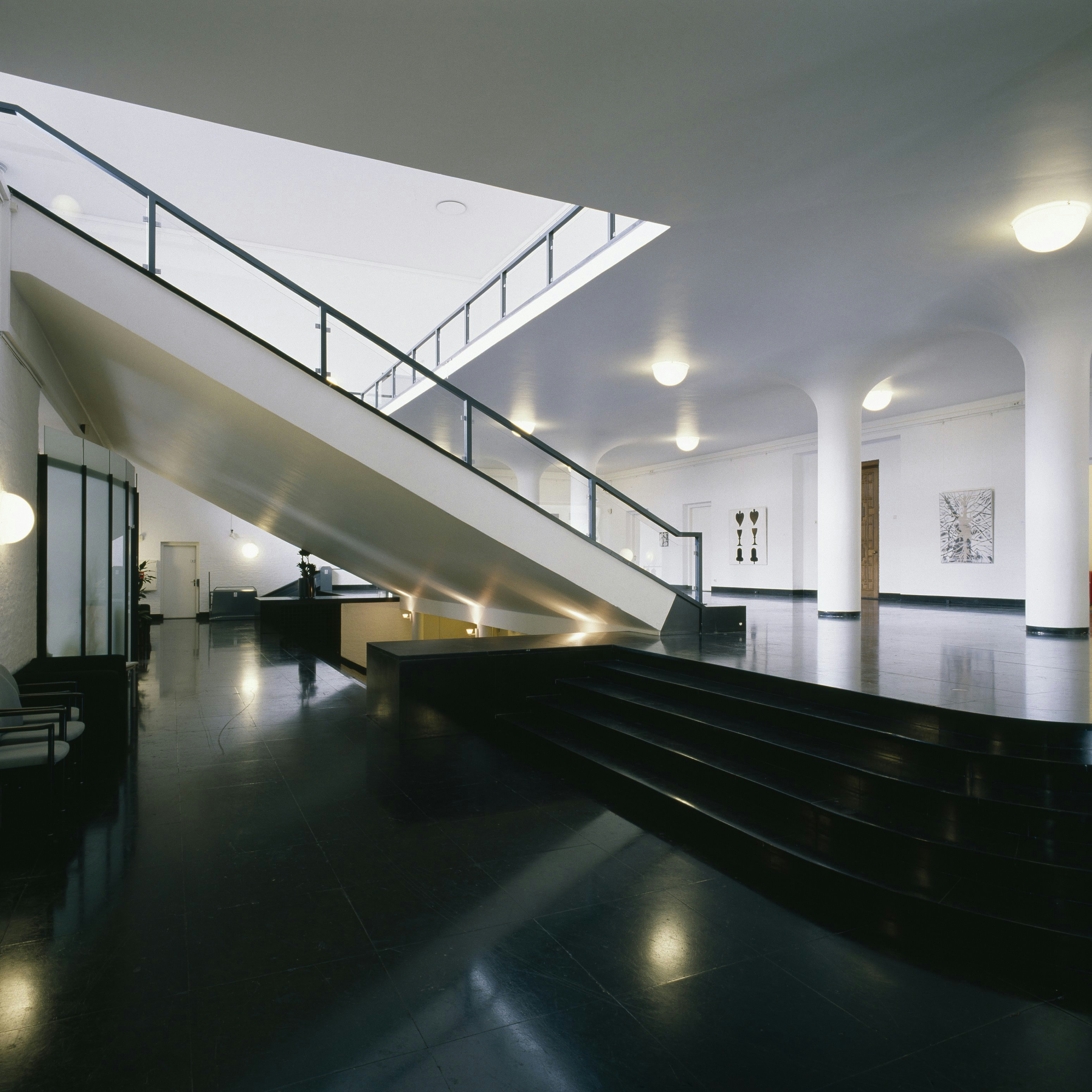
Centrale hal en trap
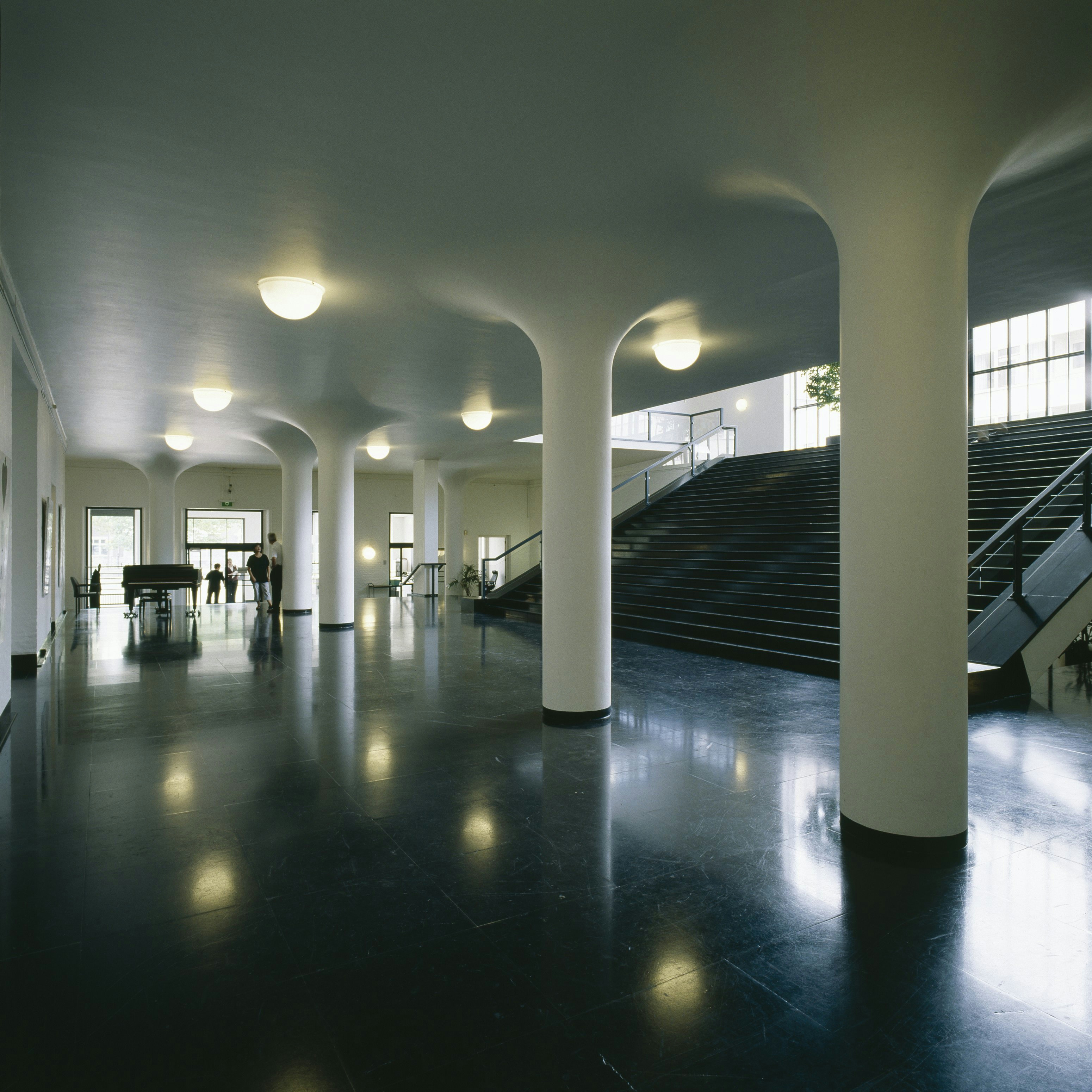
Paddenstoelkolommen
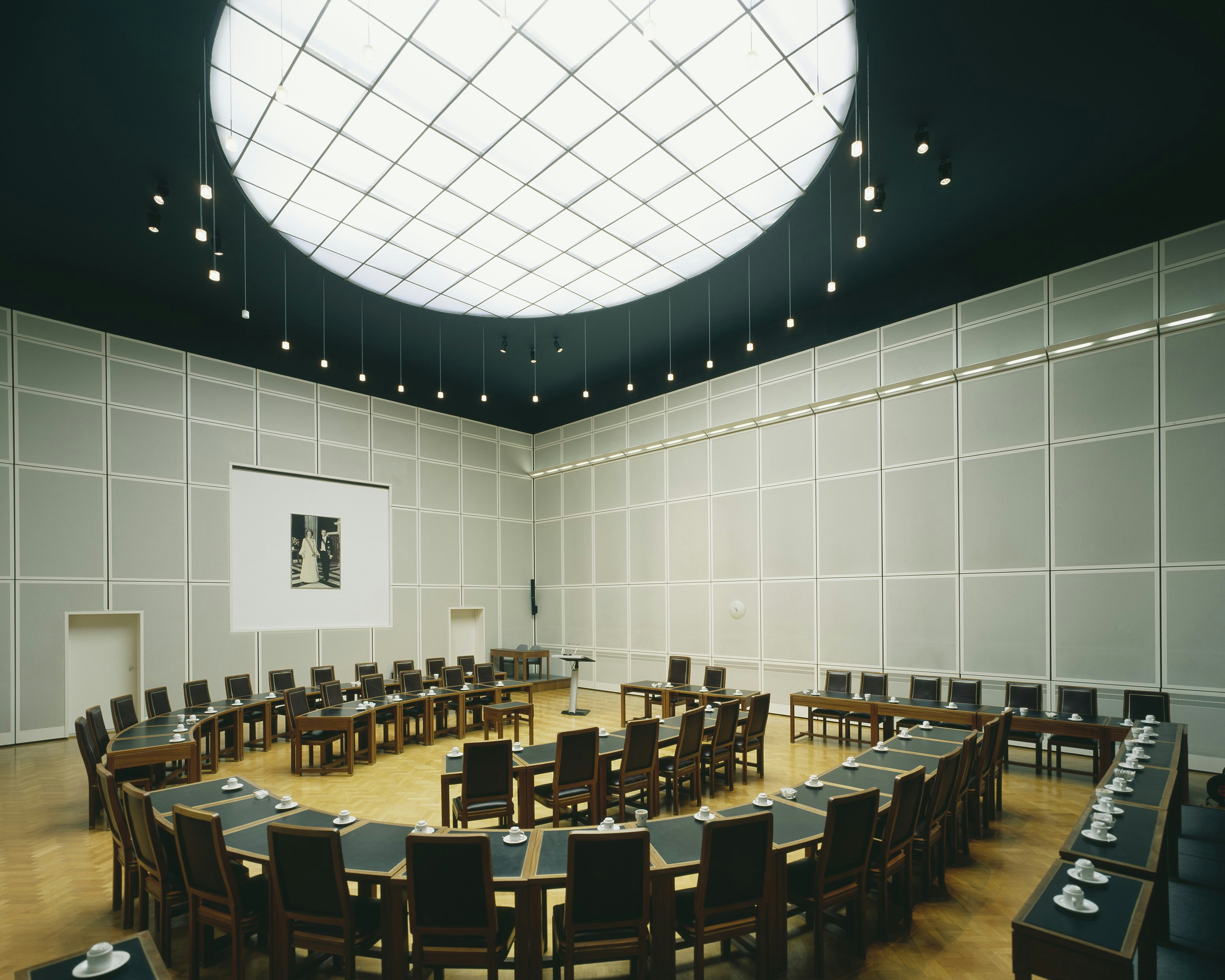
Raadszaal
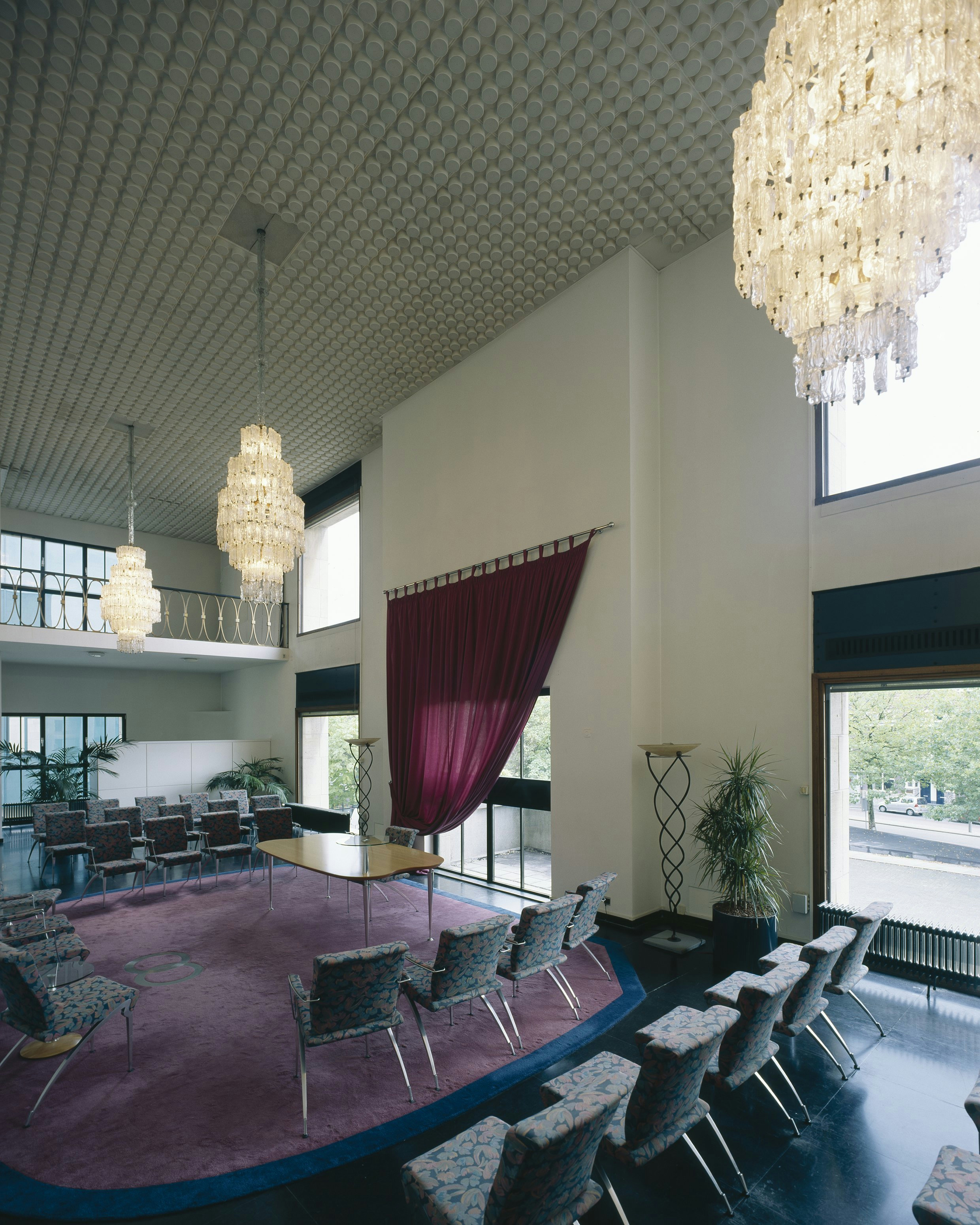
Trouwzaal